# Pédiadol
L'association Pédiadol est une association d'information et de diffusion des données sur la douleur chez l'enfant.
Créée en 1990 par Daniel Annequin, son action orientée en priorité vers les professionnels de la pédiatrie consiste donc à relayer les données nouvelles, notamment au travers de conférences annuelles organisées jusqu'à présent à l'UNESCO et intitulées : La douleur de l’enfant. Quelles réponses ? dont la vingtième a eu lieu en 2013